# Colinas do Tocantins
Colinas do Tocantins este un oraș în Tocantins (TO), Brazilia.